# Salenocidaris pacifica
Salenocidaris pacifica is een zee-egel uit de familie Saleniidae.
De wetenschappelijke naam van de soort werd in 1885 gepubliceerd door Ludwig Döderlein.